# Mehlzünsler
Der Mehlzünsler (Pyralis farinalis) ist ein Schmetterling aus der Familie der Zünsler (Pyralidae), der als Vorratsschädling in Erscheinung tritt.

## Merkmale
Die Falter erreichen eine Flügelspannweite von 18 bis 30 Millimeter (27 mm bzw. 8 bis 14 mm Vorderflügellänge.) Der Vorderflügel ist durch zwei weißliche Querlinien in drei, meist sehr charakteristisch gefärbte Felder unterteilt: in ein violettbraunes bis dunkelbraunes Wurzelfeld, in ein ockerfarbenes Mittelfeld mit von der äußeren Querlinie ausgehenden dunkleren Partien und einem meist violettbraunen bis dunkelbraunen Saumfeld, oft partiell hellbraun aufgehellt oder mit hellerer Überstäubung. Die innere Querlinie ist nach außen gebogen, oft ist der Bogen mittig leicht gebrochen. Die äußere Querlinie weist dagegen mittig eine starke und breite Ausbuchtung auf. Sie ist am Kostalrand verstärkt und bildet dort quasi einen nach innen konvexen Bogenfleck. Auch die innere Querlinie kann am Kostalrand etwas verdickt sein. Die Querlinien sind meist ganzrandig, lediglich die Ausbuchtung der äußeren Querlinie kann am Boden der Bucht leicht gezähnelt sein. Zwischen innerer und äußerer Querlinie sind am Kostalrand meist mehrere kleine weiße Flecke entwickelt.
Die Hinterflügel sind weißlichgrau bis grau mit zwei helleren, gebogenen Querlinien.
Der Kopf ist gelblich, Thorax violettbraun und der Hinterleib abwechselnd violettrot und gelb. Die Fühler sind bei den Männchen fein ziliat, die Fühler der Weibchen einfach und fadenförmig.
Das Ei ist länglich oval und grauweiß gefärbt. Es misst 0,52±0,03 × 0,37±0,02 mm. Die Oberfläche zeigt ein ausgeprägtes irreguläres Netzmuster. Die erhabenen Begrenzungen der Felder sind stark gefaltet.
Die Raupen sind weißlich grau, haben ein gelblich braunes Nackenschild und einen dunkelbraunen bis rotbraunen Kopf mit lediglich vier Ocelli. Die erwachsene Raupe wird 20 bis 25 mm lang.
Die Puppe ist gelblichbraun mit einem rotbraunen Hinterleib. Auf dem Kremaster sitzen sechs hakenförmige Borsten.

## Geographische Verbreitung und Lebensraum
Der Mehlzünsler ist durch menschliche Verschleppung nahezu weltweit verbreitet. Das ursprüngliche Verbreitungsgebiet lässt sich nicht mehr feststellen.
Der Mehlzünsler kommt fast ausschließlich synanthrop vor, d. h. in der Nähe des Menschen und seiner Behausungen, vor allem in Mühlen, Bäckereien und Getreidelagern, aber auch in Haushalten und in Tierställen, wo Futtermittel gelagert werden. Die Larven bevorzugen eine feuchte und warme Umgebung.

## Lebensweise
Pyralis farinalis bildet in der Regel eine oder zwei Generationen im Jahr; gelegentlich dauert die Entwicklung auch zwei Jahre. Unter sehr günstigen Voraussetzungen (warme und feuchte Bedingungen) werden aber fortlaufend Generationen gebildet; bis zu fünf Generationen pro Jahr sind möglich. Die Falter fliegen in der Regel von Juni bis August. Sie sind dämmerungs- und nachtaktiv und kommen an künstliche Lichtquellen. Auch an zuckerhaltigen Ködern werden sie beobachtet. Die Falter ruhen tagsüber mit leicht abgespreizten Flügeln und nach oben gebogenem Hinterleib an dunklen Wänden und lassen sich kaum aufschrecken. Wenn die Falter gestört werden, fliegen sie kaum auf, sondern laufen schnell in ein neues dunkles Versteck. Die Weibchen legen 200 bis 500 Eier in kleinen Haufen in der Nähe der späteren Raupennahrung ab. Die Eiraupen schlüpfen nach 3 bis 5 Tagen. Die Raupen fressen vor allem Körner und Körnerprodukte, aber auch getrocknete Pflanzenteile wie Klee (Trifolium) und Luzerne (Medicago). Selbst Kot und tote tierische Substanzen werden gefressen. Es wurde schon spekuliert, dass die Larven auch Schimmelpilze fressen. Sie werden auch in total verschimmelten Lebensmitteln gefunden. Im Internet finden sich auch Berichte über den isolierten Befall der Erde von Zimmerpflanzen oder der Erde von Terrarien. Sie bilden häufig Gespinströhren in der Nahrung aus, die mit Nahrungsresten verklebt sind. Die Nahrungspartikel werden klumpenartig versponnen. Aufgrund der sehr flexiblen Generationsfolge können die Raupen daher ganzjährig in Erscheinung treten. Es werden fünf Larvenstadien gebildet. Die Entwicklungszeit vom Schlüpfen bis zur verpuppungsreifen Larve beträgt unter günstigen Umständen nur 42 bis 56 Tage. Die Verpuppung erfolgt in einem seidenen Kokon, der mit Nahrungspartikeln bedeckt ist.
Unter optimalen Zuchtbedingungen (24 ± 2 °C und 50 ± 5 % relative Luftfeuchtigkeit) ergab sich eine mittlere Generationsfolge von etwa 70 bis 76 Tagen (die Männchen schlüpfen meist früher als die Weibchen). Die Falter leben rund 10 Tage, die Männchen leben meist einige Tage länger als die Weibchen. Die Weibchen legten im Durchschnitt 235 Eier ab. Die durchschnittliche Entwicklungszeit der Eier betrug 9 Tage.

## Systematik
Das Taxon wurde 1758 von Carl von Linné erstmals wissenschaftlich beschrieben. Es ist die Typusart der Gattung Pyralis Linné, 1758. Linné gab keinen Fundort an. Der Holotyp wird in der Sammlung der Linnean Society in London aufbewahrt.

## Schadwirkung
Der Mehlzünsler wird ganz allgemein zu den Vorratsschädlingen von Körnern, Körnerprodukten, Mehl und Mehlprodukten gerechnet. Verglichen etwa mit der Dörrobstmotte (Plodia interpunctella) ist er jedoch nur von untergeordneter Bedeutung.